# Fiachu Muillethan
Fiachu Muillethan (corona ancha) o Fiachu Fer Da Liach (de los dos lamentos), fue hijo de Éogan Mór, y rey legendario del clan Deirgtine, antepasados protohistóricos de los Eóganachta de Munster. Es conocido a través de la  saga Forbhais Droma Dámhgháire, en la que cuenta con la ayuda de Mug Ruith, que rechaza una invasión de su reino por parte de Cormac mac Airt . Los hijos de Fiachu Muillethan fueron Ailill Flann Mór y Ailill Flann Bec .
Al igual que su padre Éogan Mór, su abuelo Ailill Aulom y su bisabuelo Mug Nuadat, Fiachu Muillethan parece ser un personaje ficticio. Las circunstancias de su vida son totalmente legendarias, aparentemente inventadas para proporcionar a los Eóganachta un antepasado contemporáneo a Cormac mac Airt. Esto se deduce de la concepción de Fiachu descrita en Cath Maige Mucrama .
Si bien la carrera de Fiachu Muillethan puede ser completamente legendaria, la de su supuesto bisnieto Conall Corc, el verdadero fundador de Eóganachta, puede comprender ciertos hechos históricos.
Como en muchos casos similare, Muillethan y Fer Da Liach pudieran ser, en origen, dos personajes diferentes que luego se fusionaran. Los genealogistas medievales afirman que eran idénticos, pero basan su argumento en la historia del nacimiento de Fiachu en Cath Maige Mucrama, una conocida saga de ficción política .